# خط طول 173° شرق
خط طول 173° شرق خط غرينتش هو خط طول يمتد من القطب الشمالي، مرورا عبر المحيط المتجمد الشمالي، آسيا، المحيط الهادئ، نيوزيلندا، المحيط المتجمد الجنوبي والقارة القطبية الجنوبية. ويشكل خط طول 173° شرق دائرة متكاملة مع خط طول 7° غرب.

## من القطب إلى القطب
ينطلق خط طول 173° شرق من القطب الشمالي إلى القطب الجنوبي مرورا بالمناطق التالية:
| الاحداثيات                           | الأرض، الدولة أو البحر                     |
| ------------------------------------ | ------------------------------------------ |
| 90°0′N 173°0′E / 90.000°N 173.000°E  | المحيط المتجمد الشمالي                     |
| 73°12′N 173°0′E / 73.200°N 173.000°E | بحر سيبيريا الشرقي                         |
| 69°52′N 173°0′E / 69.867°N 173.000°E | روسيا                                      |
| 61°25′N 173°0′E / 61.417°N 173.000°E | بحر بيرينغ                                 |
| 52°59′N 173°0′E / 52.983°N 173.000°E | الولايات المتحدة - ألاسكا                  |
| 52°47′N 173°0′E / 52.783°N 173.000°E | المحيط الهادئ                              |
| 3°24′N 173°0′E / 3.400°N 173.000°E   | كيريباتي                                   |
| 3°23′N 173°0′E / 3.383°N 173.000°E   | المحيط الهادئ                              |
| 1°52′N 173°0′E / 1.867°N 173.000°E   | كيريباتي                                   |
| 1°19′N 173°0′E / 1.317°N 173.000°E   | المحيط الهادئ                              |
| 1°1′N 173°0′E / 1.017°N 173.000°E    | كيريباتي                                   |
| 0°50′N 173°0′E / 0.833°N 173.000°E   | المحيط الهادئ                              |
| 34°23′S 173°0′E / 34.383°S 173.000°E | نيوزيلندا                                  |
| 34°48′S 173°0′E / 34.800°S 173.000°E | المحيط الهادئ                              |
| 40°48′S 173°0′E / 40.800°S 173.000°E | نيوزيلندا                                  |
| 43°4′S 173°0′E / 43.067°S 173.000°E  | المحيط الهادئ                              |
| 43°39′S 173°0′E / 43.650°S 173.000°E | نيوزيلندا                                  |
| 43°53′S 173°0′E / 43.883°S 173.000°E | المحيط الهادئ                              |
| 60°0′S 173°0′E / 60.000°S 173.000°E  | المحيط المتجمد الجنوبي                     |
| 77°30′S 173°0′E / 77.500°S 173.000°E | أنتاركتيكا — منطقة روس، تابعة لـ نيوزيلندا |